# Laza (Vaslui)
Laza ist eine Gemeinde in Rumänien im Kreis Vaslui. Sie hatte im Jahr 2007 ungefähr 3.300 Einwohner.
2004 wurde die heutige Nachbargemeinde Pușcași aus Laza ausgegliedert.